# Sredni Txelbas
Sredni Txelbas - Средний Челбас (rus) - és un khútor del krai de Krasnodar, a Rússia. Es troba a la riba del riu Sredni Txelbas, tributari del Txelbas, a 27 km al sud-oest de Pàvlovskaia i a 108 km al nord-est de Krasnodar, la capital.
Pertany al municipi d'Oktiabrski.